# Scaphella junonia
Scaphella junonia (nomeada, em inglês, the junonia, junonia ou juno's volute) é uma espécie de molusco gastrópode marinho pertencente à família Volutidae. Foi classificada, com a denominação de Voluta junonia, por Jean-Baptiste de Lamarck, em 1804 (baseada na obra de Chemnitz); no texto "Mémoire sur deux espèces nouvelles de Volutes des mers de la Nouvelle-Hollande", publicado nos Annales du Muséum d'Histoire Naturelle. 5, páginas 154-160. É a espécie-tipo de seu gênero, sendo a mais popular, provavelmente a mais bela; dotada de um passado de grande raridade. A denominação junonia é uma homenagem a Juno, a esposa de Júpiter e rainha dos deuses na mitologia romana.

O molusco S. junonia vai da Carolina do Norte...
... até a Flórida, nos Estados Unidos...
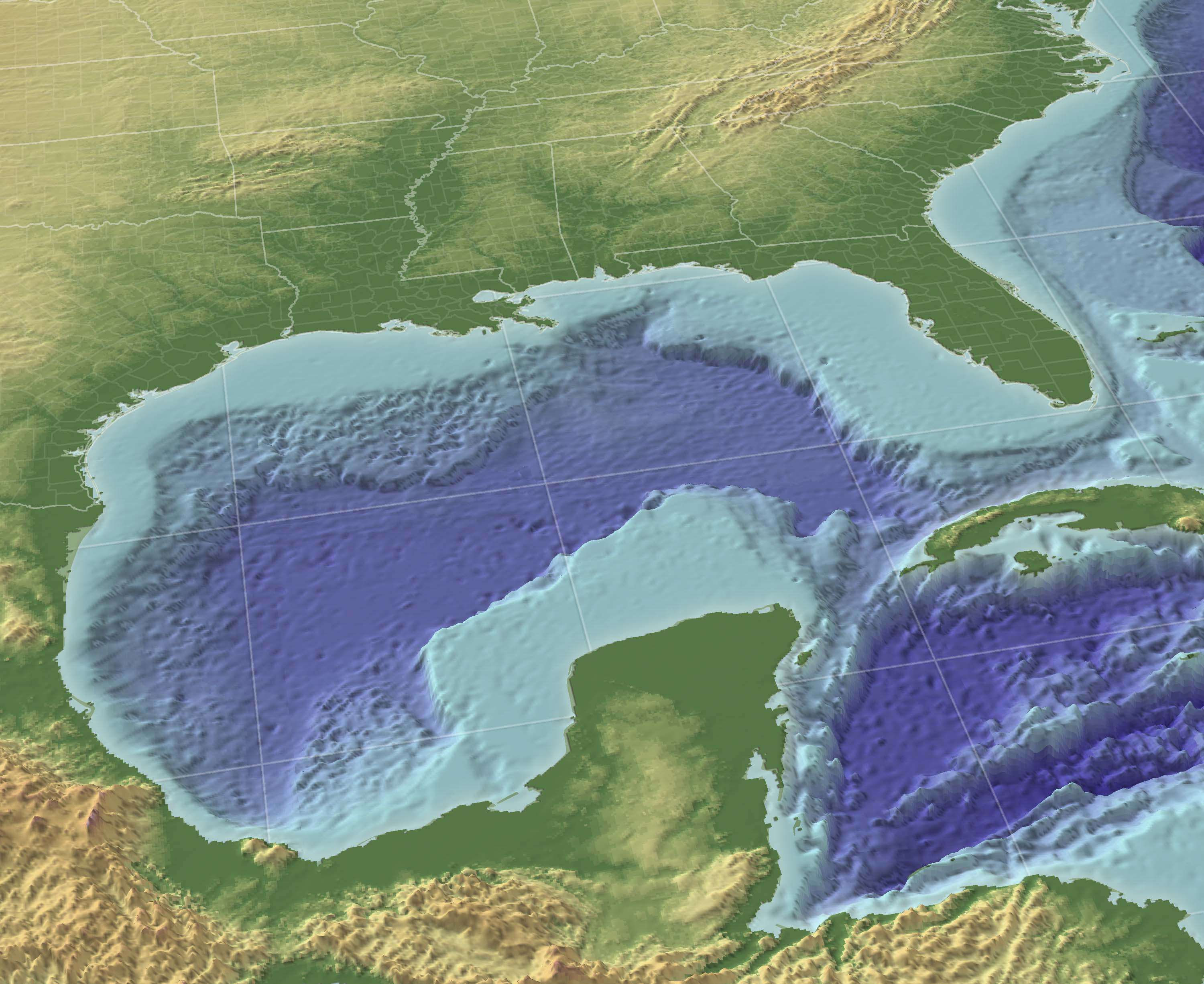
...e o golfo do México, na península de Iucatã.

## Descrição da concha
Esta concha, com 10 até 15.5 centímetros de comprimento, é instantaneamente reconhecível por seu padrão arrojado e distinto; sendo moderadamente espessa, relativamente leve e moderadamente alta, em sua forma oval-alongada ou de laterais quase retas; terminando em um canal sifonal amplo. A volta corporal, ou teleoconcha, encerra grande parte das voltas anteriores (3/4 do total de sua concha). Sua protoconcha é arredondada, com espiral cônica, reticulada inicialmente e com voltas finais lisas. A abertura é alongada e com lábio externo liso, e sua columela apresenta quatro dobras não muito espessas. Falta-lhe o opérculo. Possui um padrão de manchas castanhas irregulares, espaçadas, levemente arredondadas e dispostas espiralmente sobre fundo amarelado, rosado, creme ou branco.

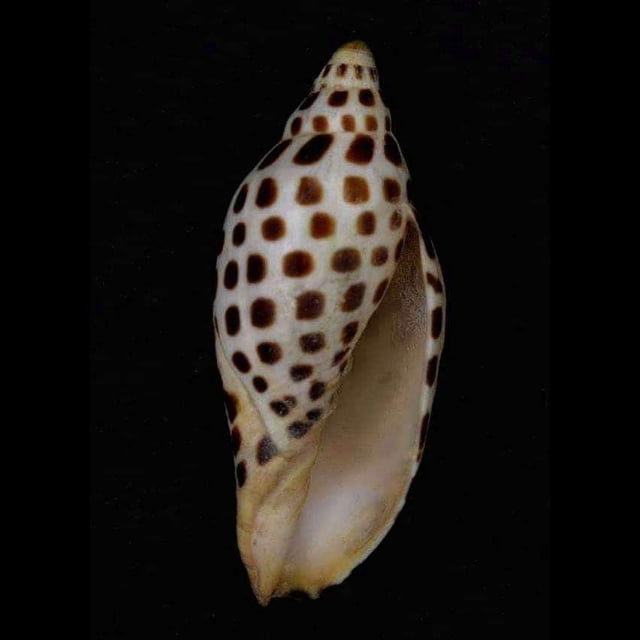
Vista inferior de uma concha do molusco Volutidae S. junonia, coletada nas Antilhas; espécime da coleção do Museu de História Natural de Leiden.

## Descrição do animal
O animal possui a mesma cor da concha, mas tem manchas maiores e mais irregulares; com pé bem desenvolvido e uma cabeça distinta, com dois tentáculos e lobos laterais, na base de cada um, onde se localizam os olhos. Somente o lobo esquerdo está na base do sifão do manto.

## Distribuição e habitat
Esta espécie está distribuída pela costa leste e sul dos Estados Unidos, no oeste do oceano Atlântico, da Carolina do Norte até a Flórida, e pela costa do Texas até a península de Iucatã (México), no golfo do México, em profundidades entre 0 a 110 metros. Por causa de seu habitat, em águas profundas, a concha geralmente só chega às praias após fortes tempestades ou furacões. No sudeste da Flórida, em Sanibel e Captiva, coletores que encontram uma junonia têm suas fotos publicadas em jornais da região.

## Subespécies
S. junonia possui cinco subespécies, segundo o World Register of Marine Speciesː
- Scaphella junonia junonia - Descrita por Lamarck em 1804.
- Scaphella junonia butleri - Descrita por Clench em 1953.
- Scaphella junonia johnstoneae - Descrita por Clench em 1953.
- Scaphella junonia elizabethae - Descrita por Petuch & Sargent em 2011.
- Scaphella junonia curryi - Descrita por Petuch & Berschauer em 2019.